# Karle
Pour les articles homonymes, voir Karle (homonymie).
Karle (en allemand : Karlsbrunn) est une commune du district de Svitavy, dans la région de Pardubice, en République tchèque. Sa population s'élevait à 420 habitants en 2024.

## Géographie
Karle se trouve à 8 km à l'ouest du centre de Svitavy, à 52 km au sud-est de Pardubice et à 143 km à l'est-sud-est de Prague.
La commune est limitée par Trstěnice au nord, par Javorník et Vendolí à l'est, par Květná au sud et au sud-ouest, et par Chmelík à l'ouest.

## Histoire
La première mention écrite du village date de 1336.

## Administration
La commune se compose de deux sections :
- Karle
- Ostrý Kámen

## Galerie

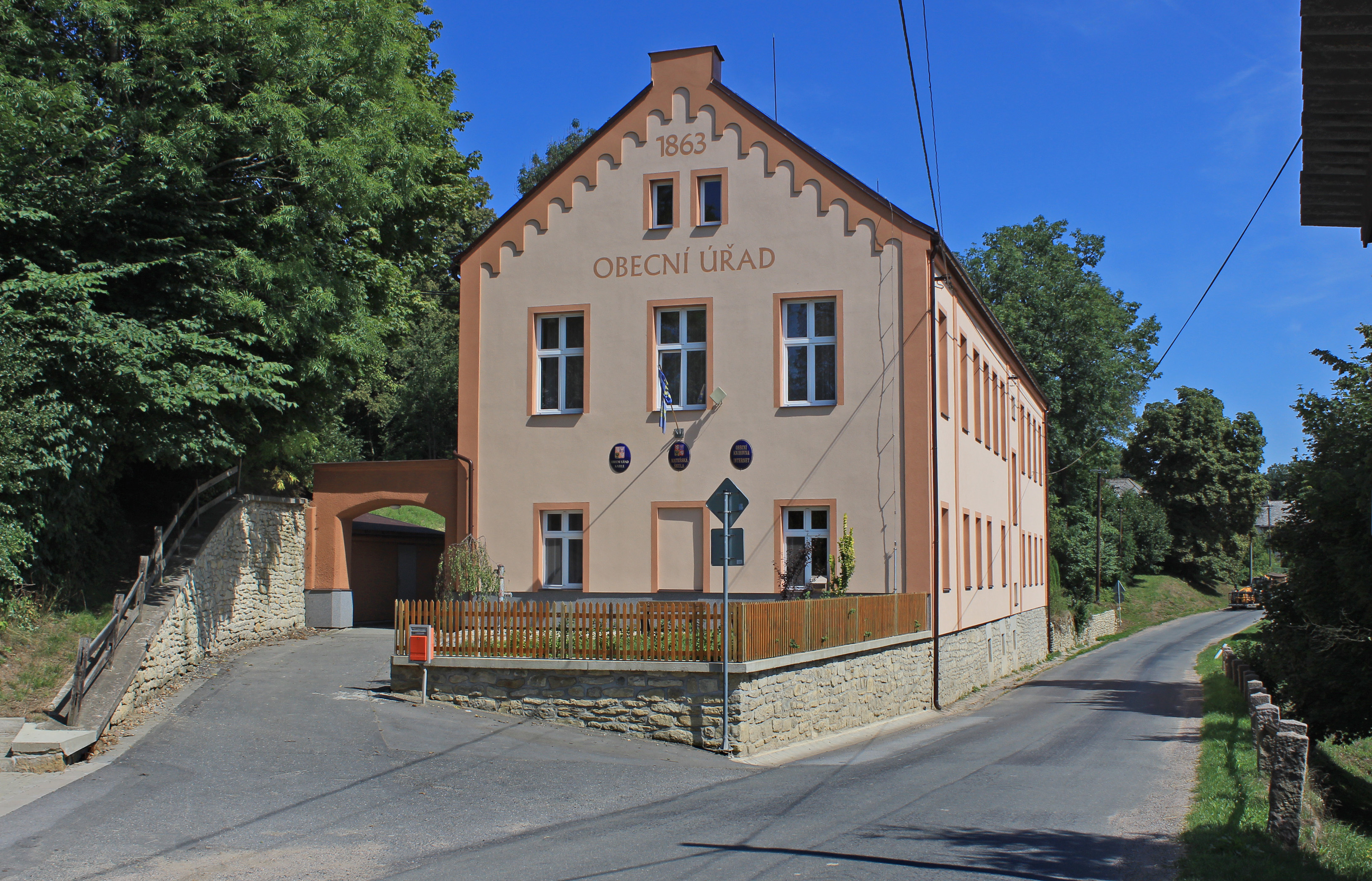
Karle : la mairie.
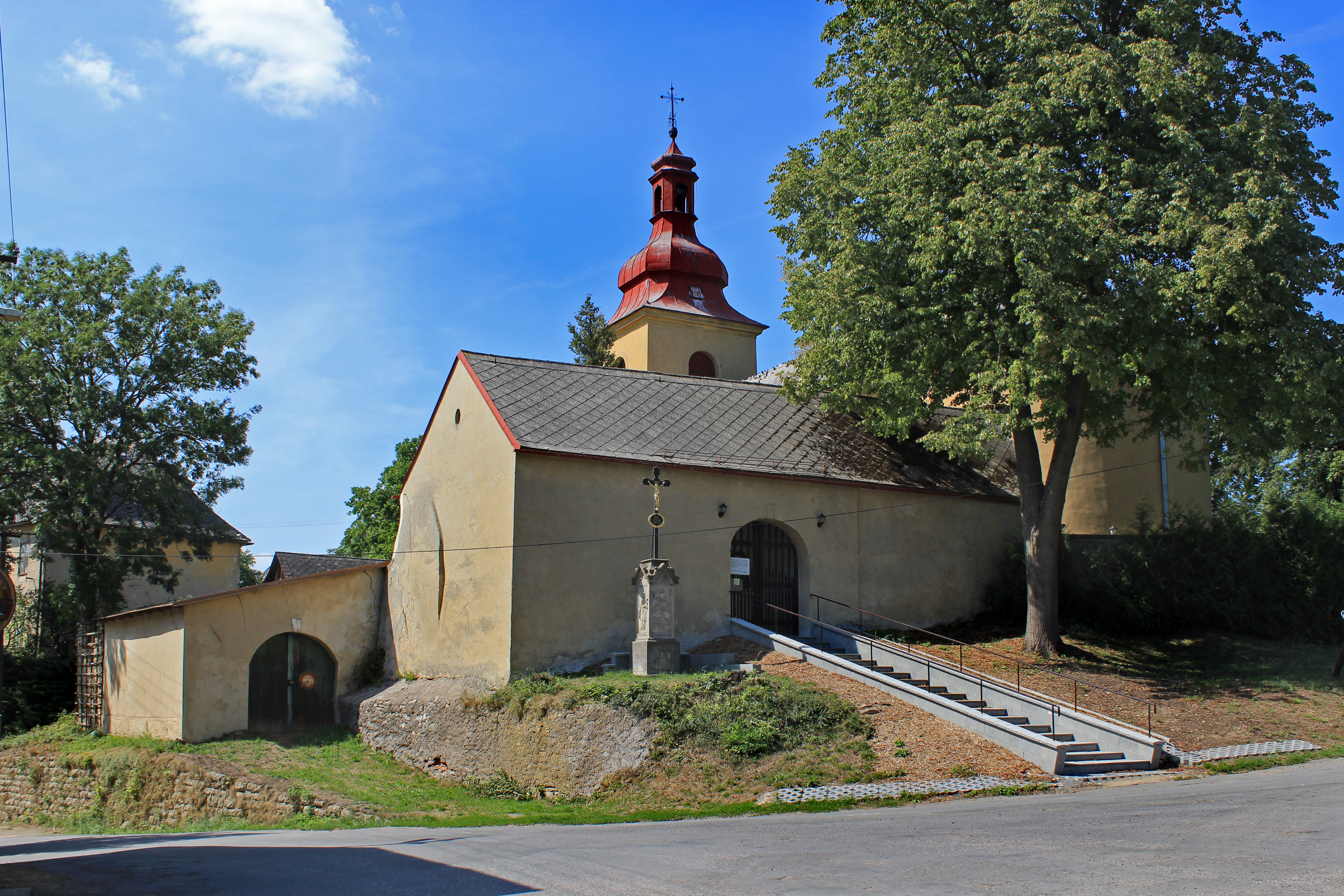
Église à Karle.

## Transports
Par la route, Karle se trouve à 10 km de Svitavy, à 68 km de Pardubice et à 181 km de Prague. 